# آلفرد سنت
آلفرد سنت (انگلیسی: Alfred Sant؛ زادهٔ ۲۸ فوریهٔ ۱۹۴۸) یک سیاست‌مدار اهل مالت است. وی از اکتبر ۱۹۹۶ تا سپتامبر ۱۹۹۸ نخست‌وزیر این کشور بود.